# Dipoena submustelina
Dipoena submustelina là một loài nhện trong họ Theridiidae.
Loài này thuộc chi Dipoena. Dipoena submustelina được Chuandian Zhu miêu tả năm 1998.